# Похівка
По́хівка — село в Україні, у Івано-Франківському районі Івано-Франківської області. Входить до складу Богородчанської селищної громади.

## Розташування
Похівка розташована за 6 км на схід від селища Богородчани, Івано-Франківської області. Дорога до села з Богородчан проходить вулицею Похівською.
Відстань від Похівки до Івано-Франківська становить 23 км через Богородчани або 17 км через село Іваниківка.
Село компактне, оточене зеленню садів. Поблизу Похівки розташована газокомпресорна станція, збудована на землях, що раніше належали селу.
Адміністративні, соціальні та культурні об'єкти Похівки зосереджені переважно в центрі, що є типовим для українських сіл. У центрі села розташований будинок «Просвіти», на другому поверсі якого розміщена сільська рада. Поруч знаходяться сільський стадіон, крамниця, контора СВГК «Богородчанський», складські приміщення. Неподалік розташована загальноосвітня школа І-ІІ ступенів, від якої видно хрести місцевої церкви.
У селі протікає річка Похівка, яка отримала свою назву від села, оскільки витікає неподалік і першою протікає через нього, впадаючи у річку Горохолина неподалік села Чукалівка.

## Історія

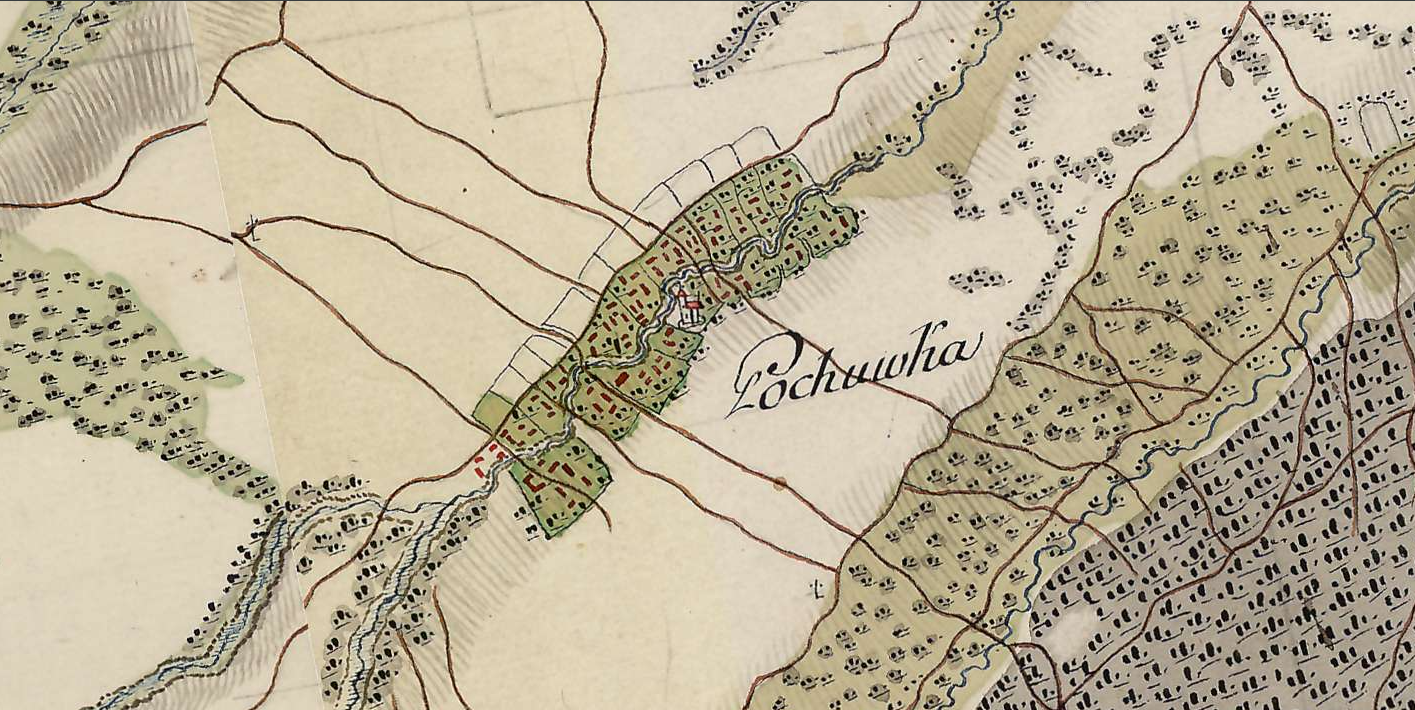
Перше зображення Похівки на мапі 1779–1783 рр. Фрідріха фон Міґа

Похівка, у деяких виданнях згадувана як Пухівка, є селом, назва якого має історичне підґрунтя. Походження назви пов'язують із переказами, що передавалися з покоління в покоління.
Легенда розповідає, що дідич на ім'я Пухович (або Похович) обрав для себе місце, де нині розташоване село. На той час ця територія, ймовірно, була вкрита лісами та оточена полями. Пухович збудував хату, а згодом тут почали селитися інші люди. Так виникло поселення, яке поступово розросталося. Оскільки землі належали дідичу Пуховичу, село отримало назву Пухівка, яка з часом трансформувалася в Похівку. На підтвердження цієї версії вказують образ у похівській церкві, подарований панею Пухович із її підписом.
Точна дата першої писемної згадки про Похівку поки не встановлена. Вважається, що село виникло наприкінці XVII або у XVIII столітті. Водночас археологічні розкопки в околицях Грабівця, Горохолини, Старуні свідчать про давніші поселення в цій місцевості. Знайдені сліди людської діяльності датуються середнім і пізнім палеолітом, мезолітом, бронзовим віком, а також культурою карпатських курганів, що охоплюють період від 40 тисяч років тому до XVI–XV століть до нашої ери.
У період Речі Посполитої Похівка входила до Галицького повіту Руського воєводства (Галичина). У XVII—XVIII століттях село, разом із сусідніми Іваниківкою, Горохолиною, Грабівцем, Забережжям, належало до Богородчанського ключа, що перебував у власності магнатів Потоцьких. Піддані Похівки належали до фільварку в Богородчанах, яким володів Станіслав Телефус, а адміністратором у середині XVIII століття був Войцех Раєцький.
Селяни Похівки обробляли поля, вирубуючи ліси, займалися землеробством і скотарством. Худобу, за розпорядженням управителів Потоцьких, відправляли на західні ринки, зокрема до Німеччини. Закріпачені селяни працювали на панщині, сплачували натуральні повинності (збіжжям, переважно вівсом і житом), віддавали десятини (десятий вулик, свиню, вівцю, мотки прядива) та грошовий чинш від 2 злотих до 30 грошів із господарства.
На той час у Похівці налічувалося кілька десятків дворів. Поширені прізвища, які збереглися донині, включали Дашків, Рожків, Григорівих, Мартинюків, Костюків, Литовчуків, Бочкурів. Рідше траплялися Кадуки, Купчаки, Князюки, Момоти, Могильницькі, Амброзюки, Грицьки, Семанишини. Прізвища відображали походження родів: Костюки, Мартинюки, Григоріви, Грицьки походили від власних імен (наприклад, Мартин — Мартинюк); Князюки — від служби князям; Литовчуки — від литовського впливу; Бочкури — від ремесла; Дашки, Рожки — від східноукраїнських, можливо, козацьких коренів.
У францисканській метриці 1820 року, що зберігається у Львівському державному архіві, згадуються імена похівських селян: Семен Дашко, Прокіп Бочкур, Федір Семанишин, Максим Рожко, Яків Литовчук, Юрко Костюк, Мартин Григорів, Мариня Могильницька, Василь Грицько, Іван Бочкур та інші.
Селяни Похівки поділялися на цілогрунтових і напівгрунтових залежно від розміру земельного наділу (цілий або половина лану). У 1778 році в селі було лише двоє цілогрунтових селян, решта — напівгрунтові. Крім них, проживали два халупники — малоземельні селяни з невеликими городами та хатинами. Цілогрунтові селяни відробляли 118 днів панщини на рік, здавали 18 фір дерева, платили чинш із флорини, віддавали корець вівса, 5 курей, 15 яєць, 2 кварти конопляного насіння, 2 мотки прядива з державного і один зі свого. Третинники, які мали третину наділу, відробляли 104 дні панщини, здавали 5 фір дерева, 45 крейцарів чиншу, півкорця вівса, 5 курей, 15 яєць, півтора кварти насіння, 2 мотки державного і один власного прядива. Підгрунтові селяни відробляли 65 днів панщини, здавали 6 фір деревини, півкорця вівса, 5 курей, 15 яєць, платили 30 крейцарів чиншу та 3 крейцари з лук. Халупники з невеликим грунтом відробляли 52 дні панщини, без грунту — 12 днів, здаючи один моток пряжі.
Такі повинності зберігалися за Речі Посполитої та Австрійської імперії, яка контролювала Галичину з 1772 до 1918 року. Життя селян було важким, вони чинили опір гнобленню, зокрема через опришківський рух. Жителі Похівки, ймовірно, чули про штурм Богородчанського замку Олексою Довбушем у Богородчанах у серпні 1744 року, бачили заграву від спаленого опришками замку каштеляна Подлянського та раділи знищенню боргових документів, серед яких були й їхні.
Селяни також боролися, втікаючи з села. Відомий випадок, коли шляхтич Ян Сулятицький відбирав у похівських селян вози, волів, овець, свиней, через що 23 чоловіки покинули село.
У село приїхала королівська комісія для розгляду справи. Пан, не зважаючи на її авторитет, вигнав посланців і продовжував чинити свавілля. Скориставшись правом половинщини, він забрав у селян половину худоби. Не витримавши такого гніту, селяни покинули село, забравши своє майно, і подалися до лісів.
Територія Похівки, як і інших сіл Богородчанщини, поділялася на домініальну землю, що належала феодалам, і рустикальну, яка перебувала в користуванні селян. Селяни також мали доступ до лук, пасовищ і лісів. Наприкінці XVIII — у першій половині XIX століття основну масу населення Похівки становили залежні від феодалів селяни, які зазнавали експлуатації з боку панського двору. Іван Франко писав: «Весь тягар суспільної нерівності і кривди в найповнішій мірі спадав на той стан, який у книгах і письмах вважали основою, прогодівником цілої суспільності, на стан селянський». Нерівність, притаманна панщинному ладу, найтяжче позначалася на селянах. Під владою Австрії становище селян дещо покращилося порівняно з часами Речі Посполитої: селянин перестав бути власністю пана, а його земля — панською власністю. Проте селянські права залишалися обмеженими, подібними до прав робочої худоби. Пан, як опікун, мав зверхню владу над селянською власністю. Без його дозволу селянин не міг продавати, ділити, збільшувати чи зменшувати своє майно, а також одружуватися. Селянська праця була «даремною, безплатною» і слугувала капіталом для пана.
Окрім панщини, селяни виконували інші роботи для пана: зажинки, обжинки, закоски, обкоски, заорки, оборки, толоки. Вони постачали до панського двору прядиво, товкли просо, варили пиво, несли сторожову службу, ремонтували панську огорожу, надавали матеріали для соляних бань. До цього додавалися шарварки — ремонт млинів, веж, вікон, мостів, корчем, гребель, винниць, доріг тощо.
За правління імператора Йосифа II було проведено реформи, які полегшили життя селян. Вони отримали право скаржитися до суду на панів, розмір панщини обмежили трьома днями на тиждень, а греко-католицьке духовенство зрівняли в правах із римо-католицьким, обмеживши вплив останнього в державних справах.
У цей час Європу охопила хвиля буржуазно-демократичних революцій, зокрема в Австро-Угорській імперії, що принесли значні зміни, особливо в земельному питанні. 15 травня 1848 року було оголошено циркуляр, який проголошував: «Усі панщинні роботи і підданські данини скасовуються». Таким чином, у Галичині панщину скасували на 13 років раніше, ніж у Російській імперії, включаючи Східну Україну.
Ця подія була з радістю сприйнята селянами Богородчанського краю, зокрема Похівки. Про це свідчить народна творчість, зокрема коломийка того часу:
Що коноплі терли,
Слава Богу Всевишньому,
Панщина дійсно припинила існування, але проблеми селян не зникли. Спочатку їм надали волю і землю, але згодом уряд почав вимагати виплати за неї на користь феодалів. Незважаючи на це, життя на волі стало кращим: селян перестали вважати худобою, яку можна продати чи подарувати. Проте їм ще довго довелося судитися з панами за право користуватися лісами та пасовищами.

### Інша версія походження назви
Назва села за версією Д. Бучка походить від власного імені Пох, до якого додано суфікс -івка. Ім'я Пох могло утворитися як похідне від якогось давньослов'янського імені з елементом По-, наприклад: Потіч, Побраслав, Помил, Поніг. Подібний процес відбувався з іншими іменами, як-от Бех від Бездед або Боч від Болех. Також можливо, що Пох походить від календарних імен, таких як Потап, Потіт, Полієн. Аналогічно скорочувалися інші імена: Мах від Матвія, Сех від Семена. Менш імовірною є версія, що назва походить від слова поўх, яке означає «польова миша», оскільки село розташоване серед полів.

## Релігія
В селі діє церква Благовіщення Пресвятої Богородиці, яка існувала вже 1680 року і згадана в Катедратику Львівської єпархії за цей рік. Попередниця існуючої церкви датована 1776 роком (позначена на карті 1783 року[⇨]). Збережена сьогодні дерев'яна церква зведена на місці давнішої у 1820 році. Церква орієнтована вівтарем до північного сходу. Спочатку була філіяльною до парафіяльної церкви в Богородчанах. У селі існував монастир сестер-мироносиць (за іншими даними — монастир Чину святого Василя Великого). 1875 року церкву обновили і прикрасили. Тоді ж розмалював церкву маляр Алойз Скочдополь зі Станіславова. Дерев'яна дзвіниця відсутня. Церкву пропонували внести до Реєстру пам'яток культурної спадщини місцевого значення.
До січня 2019 року церква Благовіщення Пресвятої Богородиці належала місцевій громаді УПЦ МП. 13 січня 2019 року релігійна громада УПЦ МП парафії села Похівка першою на Івано-Франківщині перейшла до помісної Православної церкви України. За перехід до Православної церкви України проголосували більше 100 осіб. Громада обрала керівництво і ревізійну комісію та дала доручення їм звернутися з проханням прийняти їх у лоно Православної церкви України.

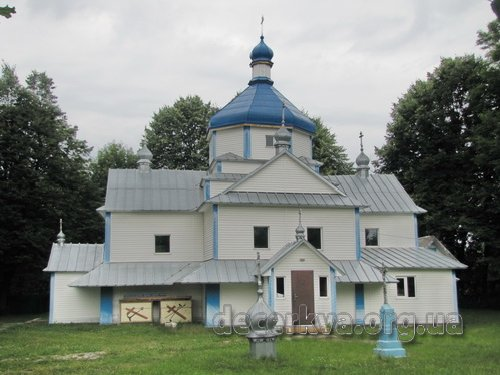
Церква Благовіщення Пресвятої Богородиці в Похівці

## Пам'ятки

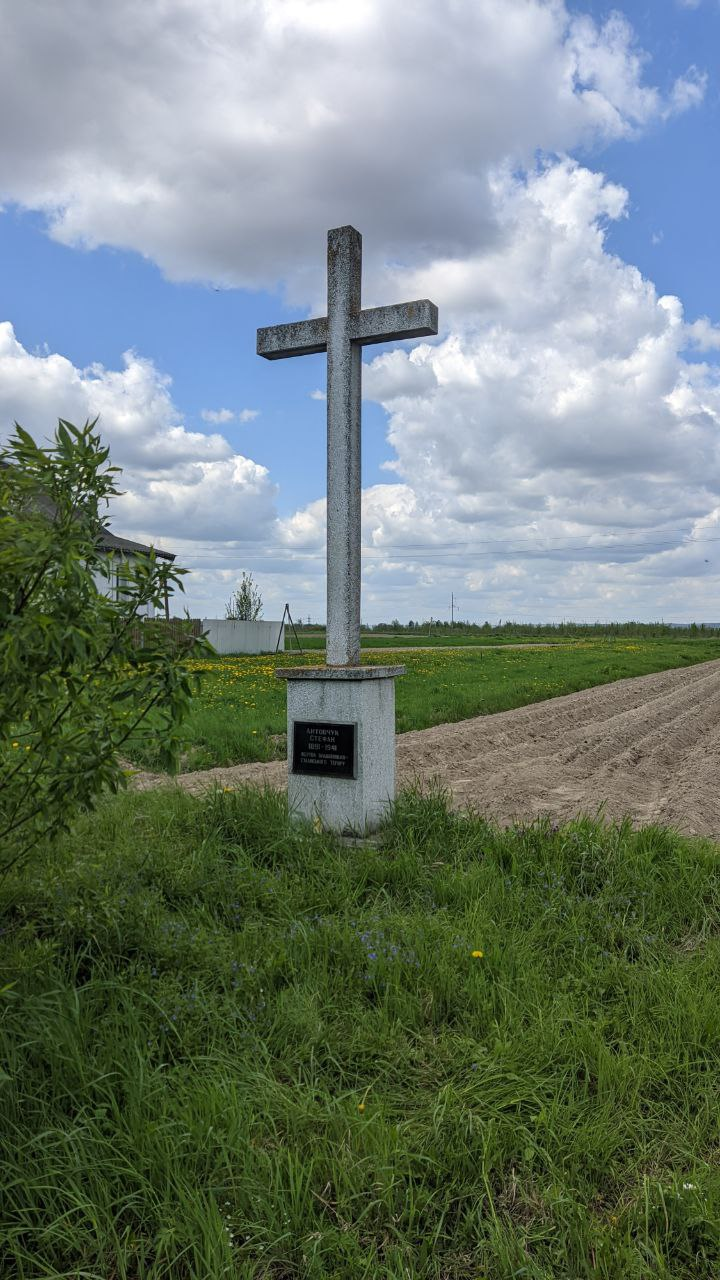
Пам'ятник Литовчуку Стефану (1891-1941), жертві більшовицько-сталінського терору

## Населення
| Мова       | Кількість | Відсоток |
| ---------- | --------- | -------- |
| українська | 494       | 99.39 %  |
| російська  | 2         | 0.40 %   |
| білоруська | 1         | 0.20 %   |
| Усього     | 497       | 100 %    |

## Народились

### Загинули на фронтіДСВ
- Боднар Іван Миколайович (1926—1945). Рядовий. Загинув у бою 10.04.1945. Похов.: смт. Переславське, Зеленоградський р-н, Калінінградська обл., Росія.
- Боднар Микола Михайлович (1920—1945). Рядовий. Помер від хвороби в 1945 р. у Німеччині.
- Боднар Михайло Миколайович (1915—1945). Рядовий. Помер від хвороби в 1945 р. Похов.: м. Одеса, Україна.
- Бочкур Павло Матвійович (Мокійович) (1919–?). Рядовий. Пропав безвісти у жовтні 1944 р.
- Григор'єв Дмитро Прокопович (1908—1945). Рядовий. Загинув у бою 12.01.1945. Похов.: с. Кам'яна-Гура, Опатувський пов., Польща.
- Іванюк Василь Миколайович (1900—1945). Рядовий. Помер від ран 22.04.1945. Похов.: с. Немчице, Чехо-Словаччина.
- Катрич Олексій Іванович (1900–?). Рядовий. Пропав безвісти у жовтні 1944 р.
- Катрич Федір Іванович (1919–?). Рядовий. Пропав безвісти у березні 1945 р.
- Могильницький Іван Васильович (1926—1945). Рядовий. Загинув у бою 13.02.1945. Похов.: с. Валькув, Німеччина.
- Притула Степан Дмитрович (1925—1945). Рядовий. Загинув у бою 20.01.1945. Похов.: с. Фалькензеє, Бурзька провінція, Німеччина.
- Рожко Василь Іванович (1900–?). Рядовий. Пропав безвісти у жовтні 1944 р.
- Рожко Василь Михайлович (1906—1945). Рядовий. Загинув 04.04.1945. Похов.: с. Віфлям, поблизу м. Брук, Австрія.
- Рожко Юрій Федорович (1924—1945). Рядовий. Загинув 18.04.1945. Похов.: с. Уска, поблизу м. Вайсвассер, Німеччина.
- Фанега Іван Васильович (1919–?). Рядовий. Пропав безвісти у жовтні 1944 р.